# Abra (Pokémon)
Abra is een Pokémon geïntroduceerd in de eerste generatie. Abra staat bekend om het gebruiken van de aanval "teleporteer"(Teleport). Vanaf level 16 evolueert de Pokémon tot Kadabra. Abra heeft een hoge speciale aanvalsstatistiek die vergelijkbaar is met volledig-geëvolueerde Pokémon. Daar tegenover staat dat de verdedigingsstatistieken van Abra zeer laag zijn.

## Ruilkaartenspel
In het ruilkaartspel bestaan er veertien standaard Abra-kaarten, waarvan er vier enkel in Japan uitgebracht zijn. Ook bestaan er drie Sabrina's Abra-kaarten. Allemaal hebben ze het type Psychic als element.